# Claire Lademacher
Claire Margareta Lademacher, née le 21 mars 1985 à Filderstadt en Allemagne, est un membre de la famille grand-ducale luxembourgeoise par son mariage avec le prince Félix de Luxembourg. Elle est par ailleurs chercheuse en bioéthique.

## Naissance
Claire est née dans le land du Bade-Wurtemberg, en Allemagne de l'Ouest. Elle est le deuxième enfant de Gabriele Lademacher (née Schneider) et d'Hartmut Lademacher. Ce dernier, fondateur de LHS Telekommunikation, a commencé sa carrière chez IBM et a amassé une fortune d'environ 600 millions d'euros en investissant dans l'industrie du logiciel informatique. Lui et son épouse sont propriétaires de châteaux et de villas en Allemagne, en Croatie, en Provence et sur la Côte d'Azur. Claire et son frère aîné Felix Lademacher ont passé leur enfance à Usingen et leur adolescence à Atlanta (État de Géorgie, aux États-Unis), puis à Francfort.

## Mariage et descendance
Le 13 décembre 2012, le maréchalat de la Cour du grand-duché de Luxembourg annonce les fiançailles du prince Félix de Luxembourg et de mademoiselle Claire Lademacher. Le mariage civil a lieu le mardi 17 septembre 2013 à Königstein im Taunus, en Allemagne et la cérémonie religieuse est célébrée le samedi 21 septembre 2013 en la basilique de Sainte-Marie-Madeleine de Saint-Maximin-la-Sainte-Baume, dans le Var, en France. Claire Lademacher devient dès lors « Son Altesse Royale la princesse Claire de Luxembourg ».
Après leur mariage, le prince et la princesse ont vécu[Quand ?] en France à Lorgues, dans le département du Var, au domaine viticole du Château les Crostes. Ils ont ensuite[Quand ?] quitté la France pour vivre en Allemagne[Où ?].
Le couple a trois enfants, portant le titre de prince de Nassau et le prédicat d'altesse royale :
- la princesse Amalia Gabriela Maria Teresa de Nassau (née le 15 juin 2014 à la maternité Grande-Duchesse Charlotte de Luxembourg, baptisée le 12 juillet à l'ermitage Saint-Ferréol de Lorgues, dans le Var)[3],[4] ;
- le prince Liam Henri Hartmut de Nassau (né le 28 novembre 2016 à la clinique générale Beaulieu à Genève, en Suisse) ;
- le prince Balthazar Félix Karl de Nassau (né le 7 janvier 2024 à la maternité Grande-Duchesse Charlotte de Luxembourg)[5].